# Powiat przemyślański (Galicja)
Powiat przemyślański – dawny powiat kraju koronnego Królestwo Galicji i Lodomerii, istniejący w latach 1867–1918.
Siedzibą c.k. starostwa były Przemyślany. Powierzchnia powiatu w 1879 roku wynosiła 9,327 mil kw. (536,68 km²), a ludność 54 124 osoby. Powiat liczył 72 osady, zorganizowane w 68 gmin katastralnych.
Na terenie powiatu działały 2 sądy powiatowe – w Przemyślanach i Glinianach.

## Starostowie powiatu
- Alfred Madurowicz (1871–1879)
- Józef Soniewicki (1882)
- Johann Jahner, wzgl. Jan Jahner (1890)
- Zygmunt Popiel (starszy komisarz powiatowy podczas I wojny światowej)[1]

## Komisarze rządowi
- Kajetan Stroner (1871)
- Jan Hellmann (1871)
- Edmund Nawrocki (1879)
- Tytus Karchezy (1882)
- Mieczysław Aleksandrowicz (1890)